# Správní obvod obce s rozšířenou působností Horšovský Týn
Správní obvod obce s rozšířenou působností Horšovský Týn je od 1. ledna 2003 jedním ze dvou správních obvodů rozšířené působnosti obcí v okrese Domažlice v Plzeňském kraji. Čítá 18 obcí.
Města Horšovský Týn a Staňkov jsou obcemi s pověřeným obecním úřadem.

## Seznam obcí
Poznámka: Města jsou vyznačena tučně.
- Blížejov
- Čermná
- Hlohová
- Hlohovčice
- Horšovský Týn
- Křenovy
- Meclov
- Mezholezy
- Mířkov
- Močerady
- Osvračín
- Poděvousy
- Puclice
- Semněvice
- Srby
- Staňkov
- Velký Malahov
- Vidice

## Obyvatelstvo
| Rok  | Obyv.  | ± %    |
| ---- | ------ | ------ |
| 1869 | 17 530 | —      |
| 1880 | 18 540 | +5,8 % |
| 1890 | 18 831 | +1,6 % |
| 1900 | 19 942 | +5,9 % |
| 1910 | 21 307 | +6,8 % |

| Rok  | Obyv.  | ± %     |
| ---- | ------ | ------- |
| 1921 | 21 684 | +1,8 %  |
| 1930 | 21 661 | −0,1 %  |
| 1950 | 14 748 | −31,9 % |
| 1961 | 15 149 | +2,7 %  |
| 1970 | 14 450 | −4,6 %  |

| Rok  | Obyv.  | ± %    |
| ---- | ------ | ------ |
| 1980 | 14 644 | +1,3 % |
| 1991 | 13 733 | −6,2 % |
| 2001 | 13 492 | −1,8 % |
| 2011 | 14 051 | +4,1 % |
| 2021 | 14 447 | +2,8 % |